# Cinctohammus cinctus
Cinctohammus cinctus là một loài bọ cánh cứng trong họ Cerambycidae.